# Nokia Lumia 822
|  | Sammenskrivningsforslag Artiklerne Nokia Lumia 820, Nokia Lumia 822 er foreslået sammenskrevet. (Siden maj 2013) Diskutér forslaget |

Nokia Lumia 822 er den amerikanske version af Nokia Lumia 820, lavet specielt til Verizon